# Јован Станојковић Довезенски
Јован Довезенски (8. април 1873, Довезенце — 2. мај 1935, Куманово), познат као Слово Жеглиговско и војвода Жеглиговски, је био четнички војвода у Старој Србији и касније политичар у југословенској држави.

## Биографија
Родио се 8. априла 1873. у селу Довезенце код Куманова у данашњој Македонији, а умро је 1935. у Београду. Основно образовање стекао је у оближњем селу Мургашу, Страцину и у градишком манастиру. Око 1888. одлази у Београд где похађа београдску реалку. Због сиромаштва уписује Светосавску богословско-учитељску школу за питомце из Старе Србије. Године 1897. постаје учитељ у свом родном месту Довезенцу. Године 1904. изазван Кокошињским покољем Срба у селима Кокошињу и Шопском Рудару извршеним од стране ВМРО-а, одмеће се у шуму и формира српску чету. Учествовао је у бројним борбама српских чета у Кумановском крају, на Челопеку 1905. и 1906. У Првом Балканском рату учествује у Кумановској бици, као и у Првом светском рату.
Након ратова постаје народни посланик жеглиговског среза.

## Признања
Одликован је Карађорђевом звездом са мачевима 4. реда, златном медаљом за храброст, споменицама ратова 1912-1913. и 1914-1918.